# أريك يوهانسون
أريك يوهانسون (بالسويدية: Eric Johansson)‏ (و. 1896 – 1979 م) هو فنان، ورسام، ومصصم جرافك من السويد، وألمانيا، ولد في درسدن، توفي عن عمر يناهز 83 عاماً.